# Driss El Alouani
Driss El Alouani, né le 30 janvier 2003,, est un coureur cycliste marocain.

## Biographie
Lors de la saison 2024, Driss El Alouani termine deuxième et meilleur jeune du Tour du Faso, tout en ayant remporté une étape. Il devient également vice-champion du Maroc espoir dans la course en ligne et le contre-la-montre, sous les couleurs d'un club de Meknès. La même année, il se classe neuvième du Tour du Bénin. Il représente par ailleurs son pays aux championnats d'Afrique. 
En 2025, il intègre la nouvelle équipe continentale Agadir Vélo Propulsion, qui possède une licence marocaine. Dès le mois de janvier, il s'impose sur une étape du Tour du Sahel. Il s'agit de sa première victoire obtenue sur une compétition inscrite au calendrier de l'UCI.

## Palmarès et résultats

### Par année
- 2024
  - 8e étape du Tour du Faso
  - 2e du championnat du Maroc du contre-la-montre espoirs
  - 2e du championnat du Maroc sur route espoirs
  - 2e du Tour du Faso
  - 2e du Tour du Nord du Maroc
- 2025
  -  Champion du Maroc sur route espoirs
  -  Champion du Maroc du contre-la-montre espoirs
  - 3e étape du Tour du Sahel
  - 3e étape du Tour du Bénin (contre-la-montre par équipes)
  - 3e du championnat du Maroc sur route

### Classements mondiaux
| Année                                 | 2023  | 2024  |
| ------------------------------------- | ----- | ----- |
| UCI World Tour                        | 2384e |       |
| Classement mondial                    | nc    | 1405e |
| UCI Africa Tour                       | 160e  | 107e  |
|                                       |       |       |
| Légende : nc = non classéSource : UCI |       |       |